# Radljevac
Radljevac este o arie protejată (sit de importanță comunitară — SCI) din Croația întinsă pe o suprafață de 12,67 ha, integral pe uscat.

## Localizare
Centrul sitului Radljevac este situat la coordonatele 44°03′43″N 16°11′46″E / 44.062°N 16.196°E.

## Înființare
Situl Radljevac a fost declarat sit de importanță comunitară în iulie 2013 pentru a proteja 1 specie de animale.

## Biodiversitate
Situată în ecoregiunea mediteraneană, aria protejată nu include niciun habitat protejat.
La baza desemnării sitului se află o specie protejată de  nevertebrate: Austropotamobius torrentium.